# NGC 2578
NGC 2578 je galaksija u zviježđu Krmi.

## Vanjske poveznice
- SEDS: NGC 2578